# 장철용
장철용(1995년 11월 13일 ~ )은 대한민국의 축구 선수이며, 포지션은 풀백이다.

## 축구인 경력

### 선수 경력
남부대학교 축구부를 거쳐, 2016년 12월 K리그 클래식 포항 스틸러스에 신인 자유계약으로 입단하였다. 2017년 K리그 클래식 5라운드 인천 유나이티드 FC와의 경기에 후반 43분 권완규와 교체 투입되며 리그 공식 데뷔전을 가졌다.
2018년 여름 이적시장을 통해 부산 교통공사으로 임대 이적했다.